# Henry Berry Lowry

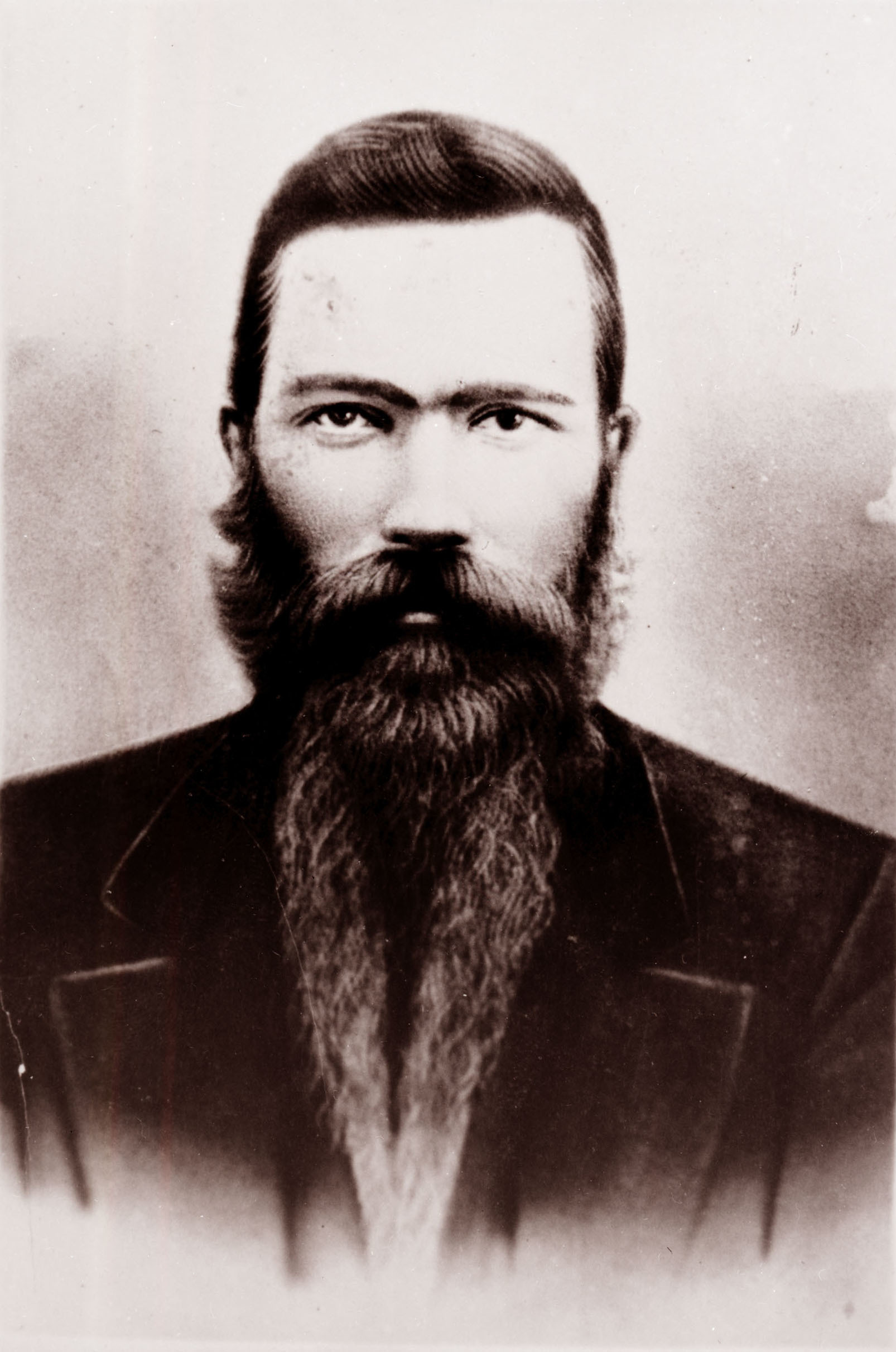
Henry Berry Lowry, Anführer der Swamp Bandits

Henry Berry Lowry, andere Schreibweisen Lowrie oder Lowery (* um 1845 in Hopewell Community, Robeson County, North Carolina, verschollen 1872), war der Anführer und die zentrale Figur des sogenannten Lowry-Krieges. Während dieses Aufstandes lehnte sich eine Gruppe indianischer und afroamerikanischer Gesetzloser gegen Ende des Sezessionskrieges gegen die weiße Oberschicht der Südstaaten auf. Im Zuge dieser gewalttätigen Konflikte wurde Lowry zu einer Symbolfigur seines Stammes, der Lumbee, und der Tuscarora, von denen er als Kämpfer für die Selbstbestimmung und gegen die Diskriminierung der Indianer im Südosten verstanden wird. Er sowie seine Frau Rhoda Strong werden bis heute als Helden im Sinne Robin Hoods verstanden und von der ländlichen Bevölkerung North Carolinas verehrt.

## Herkunft und Abstammung
Henry Berry Lowry war eines von 12 Kindern der Familie Allen und Mary (Polly) Cumbo Lowry, einer angesehenen indianischen Familie. Sie lebten in dem als „The Settlement“ oder „Scuffletown“ bezeichneten Gebiet in der Umgebung von Pembroke im Robeson County, dem angestammten Gebiet der Lumbee. Die Familie besaß in der Nähe von Hopewell eine Farm von über 800 Hektar, die der Familie zu einigem Wohlstand und Einfluss innerhalb der indianischen Gemeinde verhalf.
Die Abstammung der Lowrys ist nach historischen Quellen unklar, die Familie wird im Allgemeinen als Lumbee bezeichnet. In anderen Aufzeichnungen werden sie als Tuscarora oder Tuscarora-Mischlinge bezeichnet, Henry Berrys Großmutter gehörte zu diesem Stamm. Gelegentlich wird Henry Berry auch als „North Carolina Modoc“ oder „Robeson County Apache“ beschrieben. Die Lumbee, zu denen die Lowrys nach der überwiegenden heutigen Betrachtung gehörten, waren ein Stamm der sich aus den Nachkommen verschiedener indianischer Stämme, darunter auch den Tuscarora, freier Afroamerikaner und Weißen zusammensetzte. Sie verstanden und verstehen sich selbst als amerikanische Ureinwohner und trotz der zeitgenössischen Zuordnung nicht als „freie Farbige“. Sie kämpften im 19. Jahrhundert um ihre Anerkennung sowohl als Stamm, wie auch um den Erhalt ihrer Stammesgebiete. Es ist anzunehmen, dass sich die Lowrys selbst ebenfalls ausschließlich als Indianer verstanden, unabhängig von der genauen Zuordnung zu einem bestimmten Stamm.
Henry Berry Lowry heiratete zu Beginn des Krieges seine Frau Rhoda Strong. Auf seiner Hochzeit wurde er von der Bürgerwehr gefangen genommen und in das Hochsicherheitsgefängnis in Wilmington gebracht. Er brach nur wenige Stunden später wieder aus und kehrte zu seiner Frau zurück.

## Rolle im Lowry-Krieg
Hauptartikel: Lowry-Krieg
Henry Berry Lowry schwor sich als etwa 17-Jähriger nach der illegalen Hinrichtung seines Vaters und Bruders am 3. März 1865 durch die konföderierte Bürgerwehr seine Familienangehörigen zu rächen. Er versteckte sich mit einigen seiner Brüder und seiner Cousins aus dem Stamm der Melungeon in den Sümpfen der Gegend. Von dort aus organisierten sie guerilla-ähnliche Überfälle auf die Plantagen der Region. Nachdem die Gruppe durch den Zustrom weiterer Mitglieder, darunter ehemalige Sklaven und Deserteure, anwuchs und sich die Versorgungslage der armen Bevölkerung gegen Ende des Sezessionskrieges deutlich verschlechterte, gingen die sogenannten „Swamp Bandits“ (engl. für „Sumpf-Banditen“) dazu über, Vorräte zu stehlen und diese an Bedürftige zu verteilen. Weiße Bürger aus der Oberschicht, die sich an der Unterdrückung und Diskriminierung der indianischen und afroamerikanischen Bevölkerung beteiligten und deren Situation ausnutzten, wurden von den Aufständischen ermordet. Diese Haltung brachte Henry Berry Lowry den Ruf eines modernen Helden im Stile Rob Roys und Robin Hoods ein. Dies erklärt, wieso die Lowry-Bande, trotz der sehr hohen Belohnung, nie von den Menschen der Region verraten oder Hinweise an die Behörden gegeben wurden.

## Legendenbildung
Die letzte größere durch die Outlaws begangene Straftat fand am 16. Februar 1872 statt, an dem die Bande den Ort Lumberton überfiel und  mit rund 28.000 Dollar entkam. Drei Tage später verschwand Henry Berry Lowry spurlos. Nach seinem mysteriösen Verschwinden nahm seine Geschichte zunehmend mythische Ausmaße an. Zu seinem Verbleib gibt es mehrere Erzählungen, die von den Lumbee in Robeson County durch mündliche Überlieferungen bewahrt und teilweise erst Ende des 20. Jahrhunderts aufgezeichnet wurden. Diese verschiedenen Geschichten reichen von plausiblen Erklärungen bis hin zu märchenhaften Verklärungen. Eine bekannte Sammlung dieser Geschichten wurde von dem Historiker Adolph L. Dial in den Jahren zwischen 1969 und 1971 auf Tonband aufgezeichnet und als die „Adolph L. Dial Tapes“ bezeichnet. Dabei gehen die Befragten davon aus, dass Lowry sich entweder versehentlich selbst tötete, in einer großen Werkzeugkiste außer Landes gebracht wurde oder aber bei einem geheimen Feuergefecht aufrecht stehend starb. Weitere Geschichten schildern eine vorgetäuschte Flucht oder seine Abreise nach Südamerika oder in den Nordwesten, in dem er den Aufstand der Modoc gegen die Vereinigten Staaten von 1872 bis 1873 angeführt haben soll. Eine weit verbreitete Meinung geht davon aus, dass er die Region nie wirklich verlassen hat. Sein Großneffe behauptete 1937, Henry Berry Lowry sei noch am Leben.

## Bedeutung Lowrys für die Lumbee
Für die Bevölkerung North Carolinas ist und war Lowry stets eine umstrittene Persönlichkeit. Die Taten und die Personen des Lowry-Krieges wurden zunächst über Zeitungsberichte auch in der amerikanischen Öffentlichkeit bekannt und widersprüchlich wahrgenommen. Für die Lumbee und auch die Tuscarora, mit denen Lowry ebenfalls verwandt war, hatte Lowry eine zentrale Bedeutung für das sich im 19. und 20. Jahrhundert entwickelnde Selbstverständnis und die Forderungen nach Selbstbestimmung durch die Lumbee. Lowry wird als Quelle des erstarkenden Selbstbewusstseins und der Forderung der Lumbee nach Anerkennung betrachtet, als einer der sich gegen die Unterdrückung und Diskriminierung der Indianer in North Carolina stellt. Die nachhaltige Verehrung, die dem Outlaw entgegengebracht wird, entspringt im Wesentlichen dieser Rolle als Symbolfigur in der Auflehnung der gemischtrassigen Bevölkerungsgruppen gegen das im Süden existierende System der weißen Vorherrschaft. Eine ähnliche Rolle für die Melungeon spielen John Dial, William Chavis, Henderson und Calvin Oxendine sowie Shoemaker John, die am Lowry-Krieg beteiligt waren.

## Gedenken
Seit 1976 wird der Legende Lowrys jeden Sommer auf der Freilichtbühne in Pembroke mit dem von Randolph Umberger verfassten Theaterstück „Strike at the Wind“ erinnert. Auf dem Gelände des Theaters befindet sich auch ein Informationszentrum des „North Carolina Indian Cultural Center“, dort wird ein Museum für indianische Kunst unterhalten und das wiederaufgebaute Haus Henry Berry Lowries ausgestellt.